# Беглякова, Людмила Владимировна
Людмила Владимировна Беглякова (род. 1950) — советская монтажница, депутат Верховного Совета СССР.

## Биография
Родилась в 1950 году. Русская. Образование незаконченное высшее. Член КПСС с 1972 года.
Трудовую деятельность начала в 1967 году вязальщицей на трикотажной фабрике, работала там до 1968 года. С 1968 года — монтажница радиозавода в городе  Александров Владимирской области.
Депутат Совета Союза Верховного Совета СССР 9 созыва (1974—1979) от Александровского избирательного округа № 130 Владимирской области, член Комиссии законодательных предположений Совета Союза.